# Lixisenatid
Lixisenatid (Handelsname Lyxumia) ist ein von Exenatid abgeleiteter Wirkstoff aus der Gruppe der Inkretinmimetika und wurde 2013 in der EU zur Behandlung von Typ-2-Diabetes zugelassen. In Deutschland wurde Lyxumia im April 2014 aus dem Handel genommen, da sich Hersteller Sanofi und der Spitzenverband Bund der Krankenkassen (GKV-Spitzenverband) nicht auf einen Erstattungsbetrag einigen konnten. Seit 2017 besteht zusätzlich eine Zulassung für die fixe Kombination von Lixisenatid mit Insulin glargin (Suliqua).
Die Anwendung erfolgt einmal täglich als subkutane Injektion.